# Павильон № 28 «Пчеловодство» на ВДНХ
Павильон «Пчеловодство» — 28-й павильон ВДНХ, построенный в 1953 году. Изначально носил название «Главхлеб», а в 1959—1961 годах — «Хлебопекарная промышленность». После этого павильон стал местом проведения тематических выставок, а название «Пчеловодство» получил в 1970-е годы.

## История
Павильон был построен под названием «Главхлеб» в 1953 году по проекту архитектора Освальда Стапрана в стиле ар-деко. Отличительная черта облика главного фасада павильона — широкие окна, плотно покрывающие стену. Над входом расположен лепной барельеф с эмблемой «Главхлеба» СССР. Внутри павильона располагалась экспозиция, посвящённая хлебной промышленности Советского Союза. Она знакомила посетителей выставки с достижениями в данной отрасли, а также с процессом производства хлеба и хлебобулочных изделий. Также в павильоне действовал магазин, где продавались продукты московских хлебозаводов. В 1959 году павильон стал называться «Хлебопекарная промышленность», экспозиция при этом не была заменена. Но спустя два года она покинула павильон, который, в свою очередь, стал на последующее десятилетие площадкой для тематических выставок различной направленности. В 1970-е годы павильон получил название «Пчеловодство», и в его стенах разместилась экспозиция соответствующей тематики. В 1990-е годы она была упразднена. Павильон «Пчеловодство» вошёл в историю как место проведения первой официально разрешённой в СССР и скандально известной выставки художников-авангардистов, действовавшей в феврале 1975 года.
В 2010-е годы павильон был отреставрирован, и 19 октября 2017 года, после окончания реставрации, здесь открылся музей «Пчеловодство». В нём действуют постоянная научно-историческая экспозиция, торгово-выставочный зал, а также интерактивно-игровой и мультимедийный залы, ориентированные преимущественно на детскую аудиторию. Уникальный экспонат музея — стеклянный улей с живыми пчёлами, внутри которого специально поддерживается автономная экосистема.